# Seto
Seto (瀬戸市, Seto-shi) é uma cidade japonesa localizada na prefeitura de Aichi(愛知).
Em 2003 a cidade tinha uma população estimada em 132 171 habitantes e uma densidade populacional de 1 184,12 h/km². Tem uma área total de 111,62 km².
Recebeu o estatuto de cidade a 1 de Outubro de 1929.

## cidades-irmãs
- Limoges, França
- Nabeul, Tunísia
- Jingdezhen, China